# 이스라엘-헤즈볼라 분쟁 (2023년~현재)
이스라엘-헤즈볼라 분쟁은 이스라엘-하마스 전쟁의 여파로 발생한 전쟁이다. 10월 7일 헤즈볼라는 하마스의 이스라엘 본토 공격에 대해 칭찬했다. 이스라엘-하마스 전쟁이 발발한 지 하루 뒤인 2023년 10월 8일, 레바논의 무장단체인 헤즈볼라는 이스라엘과 레바논의 분쟁 지역인 시바 농장의 이스라엘 거점에 유도 미사일과 포탄을 발사했다. 이스라엘은 이에 대한 보복 공격으로 레바논과의 국경 지역인 골란고원 근처의 헤즈볼라 거점을 드론과 포탄으로 공격했다.  이스라엘과 헤즈볼라의 전쟁은 확대되어 양측은 레바논 및 이스라엘 본토에서 서로를 공격하고 있으며, 이 전쟁은 2006년 레바논 전쟁 이후 헤즈볼라와 이스라엘 사이에 벌어진 가장 큰 전쟁으로 알려졌다.

## 같이 보기
- 2006년 레바논 전쟁
- 리타니 작전